# Nodocarpaea
Nodocarpaea là một chi thực vật có hoa trong họ Thiến thảo (Rubiaceae).

## Loài
Chi Nodocarpaea gồm các loài: